# ②計画
②計画（まるにけいかく）は、大日本帝国海軍の海軍軍備計画。正式名称は第二次補充計画であり、通称として○の中に数字を入れてマル2（まるに）計画と呼ばれた。ロンドン海軍軍縮条約締結に対応した建艦計画の第二弾であり、①計画と合わせてロンドン条約の保有量を満たすことを目的とした。

## 計画内容
昭和九年度より同十二年度までの四ヵ年計画（航空隊整備計画は同十一年度まで）であり、目標は4億3168万8千円の予算で艦艇48隻を建造、3300万円の予算で航空隊8隊を整備することである。

## 艦艇

### 条約制限内艦艇
- 航空母艦 - 2隻（1万0050t、4020万円×2）
  - 蒼龍
  - 飛龍
- 巡洋艦 - 2隻（8450t、3126万5000円×2）
  - 利根型

利根、筑摩、
- 駆逐艦 - 14隻（1380t、676万2000円×14）
  - 白露型

海風 [II]、山風 [II]、江風 [III]、涼風、
  - 朝潮型

朝潮 [II]、大潮、満潮、荒潮、朝雲、山雲、夏雲、峯雲、霞 [II]、霰 [II]
- 潜水艦 - 4隻（巡潜：1950t、1033万5000円×2、海大：1400t、784万円×2）
  - 伊七型（巡潜3型）

伊7、伊8、
  - 伊一七四型（海大6型B）

伊74（伊174）、伊75（伊175）、

### 条約制限外艦艇
- 給油艦 - 2隻（1万2000t、1800万円×2）
  - 剣埼型

剣埼、高崎
- 水上機母艦（甲） - 2隻（1万0400t、2080万円×2）
  - 千歳型

千歳、千代田
- 水上機母艦（乙） - 1隻（9000t、1800万円）
  - 瑞穂
- 水雷艇 - 16隻（600t、300万円×16）
  - 鴻型水雷艇

鴻 [II]、鵯、隼 [II]、鵲 [II]、雉 [II]、雁 [II]、鷺 [II]、鳩 [II]、

※ さらに8隻が計画されたが、友鶴事件の影響で建造中止。充当分予算2400万円は昭和十二年度に減額査定となった。
- 駆潜艇 - 4隻（大：300t、153万円、小：150t、87万円×3）
  - 1号型

第3号駆潜艇
  - 51号型

第51号、52号、53号
- 工作艦 - 1隻（1万t、1000万円）
  - 明石

## 航空隊
①計画の航空隊整備計画を二ヵ年繰り上げ、本計画分8隊と合わせて計22隊を昭和十一年度末までに整備するものとした。
- 霞ヶ浦（増設） - 80万8006円
  - 艦上戦闘機（複座）半隊（常用6・補用3）
- 横須賀（増設） - 180万8426円
  - 艦上戦闘機（複座）1隊（常用12・補用6）
- 館山（増設） - 624万3149円
  - 大型攻撃機1隊半（常用12・補用3）
- 横浜（増設） - 249万9993円
  - 大型飛行艇1隊（常用2・補用0）
- 東京湾方面（新設） - 395万5535円
  - 艦上戦闘機（複座）1隊（常用12・補用6）
- 大湊（増設） - 475万8022円
  - 中型攻撃機1隊（常用12・補用4）
- 舞鶴（新設） - 117万3996円 ※ 既設隊から移設
  - 水上偵察機半隊（常用4・補用2）
- 佐世保（増設） - 281万3095円
  - 中型攻撃機半隊（常用6・補用2）
- 鎮海（新設） - 135万3515円 ※ 既設隊から移設
  - 水上偵察機半隊（常用4・補用2）
- 九州方面（新設） - 758万6242円
  - 艦上戦闘機（複座）半隊（常用6・補用3）
  - 中型攻撃機1隊（常用12・補用4）

## 期間中に発生した事件
本計画遂行期間内には、下記に挙げる数多くの事件が発生し、連合艦隊の戦闘能力に深刻な疑問を抱かせるに至った。これらの事件はいずれもが個艦性能の徹底的な追求により生じた設計上の無理に起因したものであり、以後の艦艇設計に大きな影響を及ぼしている。